# BERMUDA Triangle (서태지의 노래)
〈BERMUDA [Triangle]〉(버뮤다 트라이앵글)은 서태지의 8번째 솔로 음반 《Atomos》 의 활동 일환으로 발매된 디지털 싱글이자 그 싱글에 수록된 1개의 곡이다. 8집의 첫 번째 싱글《Seotaiji 8th Atomos Part Moai》과 두 번째 싱글 사이에 발표한 곡으로 〈Watchout〉과 마찬가지로 일명 "서태지폰"이라고 불리는 에버 EV-W400와 애니콜 SPH-W6300 휴대전화에 선 공개되었으며 이후 디지털 싱글로 발매되었다.
뮤직 비디오의 마지막 부분에서, 믹서에 '벌레(Worm)'를 넣고 갈았다는 점에서 서태지의 2009년 콘서트인 '웜홀(Wormhole)'의 복선이었다고 주장하는 사람도 있다. 실제로 이 뮤직비디오는 싱글 2집 발표에 앞서 2008년 10월 24일에 공개되었다.
또한, 이 곡은 싱글 2집인〈Seotaiji 8th Atomos Part Secret〉에 수록되었으며 정규 음반에서 재녹음한 버전을 선보였다.

## 노래

### 제목
제목으로 사용되고 있는 버뮤다 트라이앵글의 삼각형은 불완전성을 상징하며 가사 중 "모순들 가득한 삼각 원들"이라는 표현은 표면은 완전성을 갖추고 있으나 실제는 불완전성을 가지고 있는 것으로, 외면은 완벽한 성인의 모습을 보이고 있지만 내면은 성숙되지 못한 "타락해버린 성"을 담고 있다.

### 내용
순수한 소녀가 "타락한 성"이 된다는 내용으로 어두운 가사에 비해 전체적으로 밝고 장난스러운 오락 효과음은 〈Moai〉와 마찬가지로 곳곳에 숨어있다.

## 뮤직비디오
중세풍의 성에 살고 있는 순결을 가진 소녀가 상자를 발견하고 상자를 열고자 하자 오히려 상처만 남게 되지만, 뱀의 도움으로 열쇠를 찾아 열게 된다. 상자 안에 있는 것은 사과이며 사과를 베어 먹으면서 소녀는 성인이 되어, 높은 굽 구두를 신고 걷고자 하지만 걷는 것에 실패하고 넘어지게 되고 소녀는 냉소적인 표정으로 꽃잎과 구더기를 함께 믹서에 넣고 갈아버린다. 전체적인 내용은 구약성경의 ‘아담과 이브의 신화’를 차용했으며, 뮤직비디오의 전후에는 《서태지와 아이들 2집》의 〈죽음의 늪〉의 전주가 나온다.

## 같이 보기
- 서태지
- Seotaiji 8th Atomos Part Moai